# 75/46式自行火炮
75/46式自行火炮（意大利語：Semovente da 75/46）爲一款意大利於二戰期間研發的驅逐戰車。

## 研發
在意大利於1943年宣佈與同盟國停戰後，德國控制了意大利的中部和北部。1944年，戰爭局勢使軸心國方面決定讓意大利研發一款基於105/25式自行火炮的反坦克裝甲載具。該項目的成果即75/46式自行火炮。這種，德國人將其命名爲「Sturmgeschütz M 43 mit 75/46 (852) (i)」（裝備75/46 (852) (i)的M43型突擊炮），它的意思和這款載具的意大利語名字是一樣的。
75/46式自行火炮與105/25式自行火炮共用「M43」底盤。不過，75/46式裝備的是一門長身管（46倍徑）75毫米火炮，而不是105/25式自行火炮的105毫米榴彈炮。這種75毫米火炮本來是防空炮，但也被用於反裝甲。這種火炮的炮口初速度比105毫米榴彈炮更快，可達750米/秒（105毫米榴彈炮爲510米/秒），有效射程更長，可以將6.5千克重的炮彈射到13000米外，能發射穿甲彈（AP）或高爆彈（HE）。在發射穿甲彈時，可在500米距離外擊穿90毫米裝甲
另外，和105/25式自行火炮相比，75/46的裝甲分佈也有變化。比如，炮台採用了傾斜裝甲設計、加裝了裙甲。
從75/46式自行火炮各方面的性能進行分析，它更像是一款驅逐戰車。

## 生產
從1944年開始，直到二戰結束，安薩爾多僅生產了11輛或13輛75/46式自行火炮，並且全是由德意志國防軍使用。75/46式的標準迷彩塗裝在組裝完成後即會被塗上，其背景爲撒哈拉卡其色，上面有紅棕色和灰綠色的色塊。